# Мразек, Франтишек (предприниматель)
Франтишек Мра́зек (чеш. František Mrázek; 1 февраля 1958, Чески-Брод — 25 января 2006, Прага) — чешский предприниматель, спекулянт, фарцовщик и «отец чешской организованной преступности».

## Биография
Получил среднее образование и стал обученным лакировщиком. Оформил пенсию по инвалидности до 1989 года, благодаря своим контактам с полицейскими.
Свою предпринимательскую карьеру спекулянта и фарцовщика начал до падения социалистического режима в Чехословакии. Спекулировал на всевозможных товарах, в частности на наручных часах, плеерах или шарфах. Его имя фигурировало в деле о выяснении отношений между фарцовщиками в Колинском районе. В 1986 году его заключили под стражу на два месяца, а затем приговорили к наказанию условно. После Бархатной революции сосредоточился на скупке недвижимости, благодаря миллионам чехословацких крон, которые он получил со своей незаконной деятельности при социализме. Благодаря этому, люди связанные с Мразеком, получили сотни миллионов крон в виде кредитов от банков, под залог купленной недвижимости. Впоследствии полиция проводила расследование, связанное с подозрением в мошенничестве, поскольку стоимость имущества была завышена.
Мразек считался «мозгом» финансовой группы, контролирующей пищевого гиганта «Setuza» и масляную компанию «Český olej». Он вёл бизнес вместе с Томашем Питрем и Мирославом Проводем, которые были осуждены за налоговое мошенничество. Самому Мразеку не предъявлялись обвинения и его не судили за экономические преступления или насильственную преступную деятельность. Он заявлял, что контролирует активы стоимостью в несколько миллиардов крон. Также он имел влияние на чешскую политику. По его словам, у него были номера телефонов семнадцати депутатов от разных партий и шести сенаторов, с которыми он общается на «Ты». Он поддерживал хорошие отношения с бывшим министром финансов в правительстве Милоша Земана Иво Свободой и влиятельным депутатом ČSSD Йозефом Гойдаром. Мразек, также предположительно, должен был владеть архивом, содержащим документы правительства, полиции или секретной службы BIS, а также предположительно компрометирующую информацию на политиков. Засекреченное досье полиции под названием «Krakatice», содержащее информацию об организации Франтишека Мразека и его связях с высокопоставленными политиками, было заархивировано, и большинство членов антикоррупционного подразделения, работавших над этим досье, покинули службу, часто под давлением полиции. Из досье, в последствии, было потеряно 1600 страниц полицейских прослушек.

### Благотворительность
В 1993 году совместно с Карелом Готтом и Михалом Проводем создал благотворительный фонд «Nadace Karla Gotta Interpo». Целью фонда была помощь детям полицейских, погибших при исполнении служебных обязанностей. Мразек также был спонсором Ческебродской больницы, которой он передал 200 000 крон на приобретение нового аппарата УЗИ.

### Убийство
В 2002 году Мразека пытались убить, после чего он стал передвигаться в бронированном автомобиле.
Он был застрелен, предположительно наёмным убийцей, в среду 25 января 2006 года, в 8 часов вечера на стоянке перед штаб-квартирой своей компании в здании Нового двора на улице Дурыхова в пражском районе Лготка. По мнению полиции, это была работа профессионала. Для убийства была использована снайперская винтовка и специально модифицированный патрон (наносящий большую травму при попадании). Убийство было совершено одним выстрелом, направленным прямо в сердце. Его смерть осталась необъяснимой и в конце декабря 2006 года полиция приостановила расследование.
Бывший директор отдела по расследованию организованной преступности Ян Кубице утверждал, что Мразек был застрелен из-за закулисных споров вокруг бизнеса «Setuza». Криминалисты также предполагали, что возможным убийцей Франтишека Мразека был сын Антонина Белыго, человека, который «обучал» Мразека в преступном мире. Вскоре после этого в соседнем районе Кунратице был убит друг Мразка Иржи Кубин, у которого предположительно должны были быть материалы о бывшем премьер-министре Станиславе Гроссе.

## В культуре
В 2013 году по книге журналиста, писателя и репортёра Ярослава Кменты «Крёстный отец Мразек» (чеш. Kmotr Mrázek) вышел фильм режиссера Петра Николаева «История крёстного отца» (чеш. Příběh kmotra). Прототипа Мразека, названного в фильме Франтишкем Вендралем, сыграл актёр Ондржей Ветхы.
В телесериале TV Nova «Экспозитура» прототип Мразека — магистра Мраза играет Давид Прахарж.
В телесериале Чешского телевидения «Девяностые» (чеш. Devadesátky) Мразека сыграл Альберт Чуба.